# Yilmaz Kerimo
Yilmaz Kerimo (* 14. Juli 1963 in der Türkei) ist ein schwedischer Politiker mit türkischem Migrationshintergrund und Mitglied des schwedischen Reichstags. 
Yilmaz Kerimo wurde erstmals im Jahre 1998 für den Wahlkreis Stockholm in das schwedische Parlament gewählt und im Jahre 2006 sowie im Jahre 2010 wiedergewählt.
Er gehört zur Konfession der aramäischen Christen.